# Аварія на греблі в Брумадінью
Аварія на греблі в Брумадінью відбулася 25 січня 2019 року, коли сталось катастрофічне пошкодження хвостосховища на залізодобувній шахті в Брумадінью, Мінас-Жерайс, Бразилія. Власником греблі була Vale, та сама компанія, що була відповідальна за аварію на греблі в Бенто-Родріґесі 2015 року. Гребля Барраґем 1, що перебувала у власності добувної компанії Vale S.A., пустила наноси бруду, що поширився на будинки в приміській сільській місцевості.

## Прорив
Прорив відбувся о полудні, тоді ж потік мулу поширився на адміністративну території шахти, де полуднували сотні працівників. Промислова та екологічна катастрофа спричинили загибель 259 людей та зниклих безвісти 11.
Інститут Інготім, найбільший музей просто неба у світі, розташований у Брумадінью, було евакуювано в рамках виконання заходів безпеки.

## Розслідування та штрафи
Відділ, відповідальний за інспектування добувної діяльності в штаті Мінас-Жерайс, на час аварії в Маріані в листопаді 2015 року перебував у страху звільнення ще 40% штатних працівників упродовж наступних двох років. Прорив греблі в Брумадінью відбувся через три роки після катастрофи в Маріані. Через день після прориву греблі в Брумадінью, IBAMA анонсував штраф компанії Vale в розмірі 250 млн R$ через відповідальність у трагедії.
Експерти стверджують, що Бразилія страждає через слабку регуляторну структуру та прогалини в регуляторному законодавстві, що стають причиною безкарності. Упродовж трьох років після аварії в Маріані компанії, відповідальні за екологічну катастрофу, заплатили всього 3,4% із 785 млн R$ штрафів.

## Реакція
Президент Бразилії, Жаїр Болсонару, відреагував на трагедію, відіславши трьох своїх міністрів для спостереження за рятувальними операціями. Губернатор Мінас-Жерайс, Ромеу Зема, анонсував утворення робочої групи з десятків пожежників, переміщених до Брумадінью, для порятунку жертв катастрофи.